# توربوپمپ

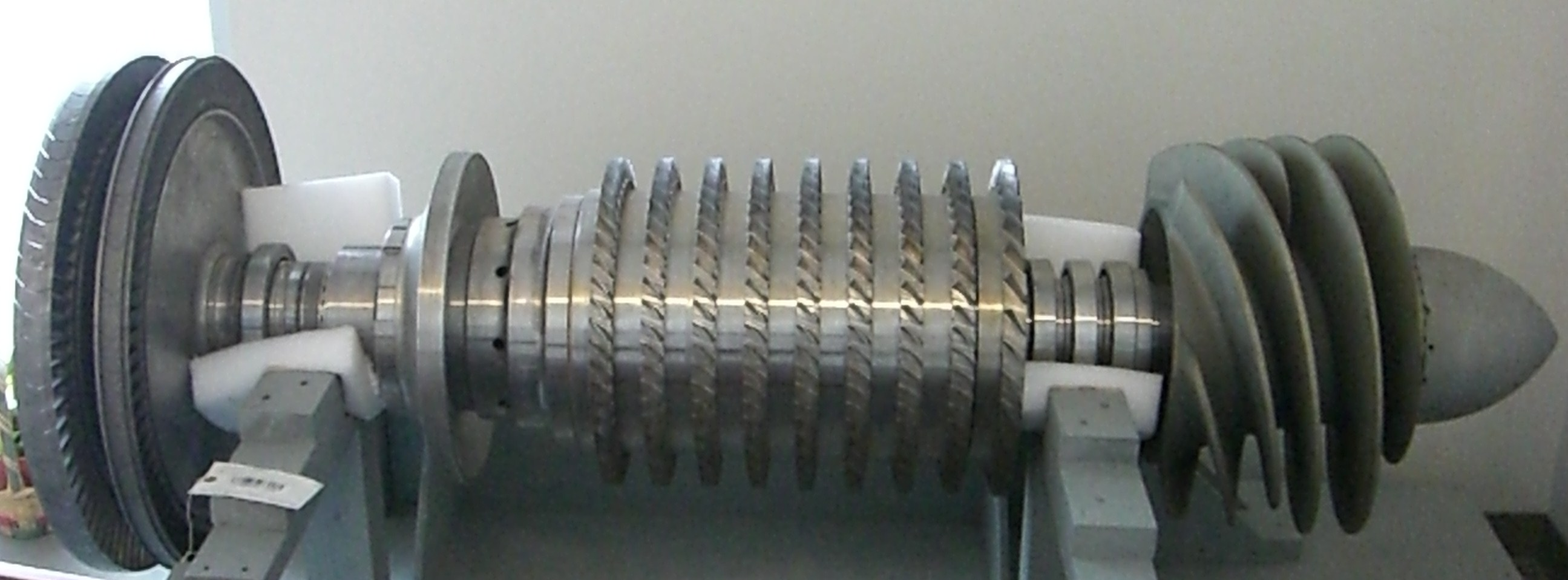
یک توربوپمپ محوری که برای موتور راکت M-1 طراحی شده‌است

توربوپمپ‌ها (به انگلیسی: Turbopump) پمپ‌هایی هستند که از دو قسمت اصلی تشکیل یافته‌اند یک پمپ روتودینامیک و یک توربین گاز که روی یک شفت سوار شده‌اند یا توسط گیربکس به همدیگر متصل شده‌اند. هدف از استفاده توربوپمپ تولید مایع فشار بالا برای تغذیه محفظه احتراق، راکت یا استفاده دیگر آن بعنوان محرک پمپ‌ها در جایی که دسترسی به برق امکان‌پذیر نیست.
توربوپمپ‌ها در موتور راکت همان نقشی را دارند که توربوشارژر در موتور خودرو ایفا می‌کند.

## انواع توربوپمپ‌ها
توربوپمپ‌ها به دو دسته تقسیم می‌شوند:

### پمپ گریز از مرکز
در این پمپ‌ها سیال در جهت محور وارد پروانه شده و در جهت عمود بر محور از پروانه خارج می‌شود. موارد استفاده این پمپ‌ها دبی‌های کم و هد زیاد می‌باشد.

### پمپ جریان محوری

توربوپمپ محوری

در این پمپ‌ها سیال در جهت محور وارد پروانه شده و در امتداد آن نیز خارج می‌شود. موارد استفاده این پمپ‌ها در دبی‌های زیاد و هد کم می‌باشد.